# Dan Travers
Daniel Travers (conocido como Dan Travers; 16 de junio de 1956) es un deportista británico que compitió en bádminton para Escocia.
Ganó una medalla de bronce en el Campeonato Europeo de Bádminton de 1984, en la prueba de dobles. Además, consiguió una medalla de bronce en los Juegos Mundiales de 1981.

## Palmarés internacional
| Representando a Escocia |                       |                   |        |
| Campeonato Europeo      |                       |                   |        |
| Año                     | Lugar                 | Medalla           | Prueba |
| 1984                    | Preston (Reino Unido) | Medalla de bronce | Dobles |